# Lista de deputados estaduais do Amapá da 4.ª legislatura
Essa é uma lista de deputados estaduais do Amapá eleitos para o período 2003-2007.

## Composição das bancadas
| Partido | Líder                   | Bancada | Posição      |
| ------- | ----------------------- | ------- | ------------ |
| PMDB    | Edinho Duarte           | 4 / 24  | Governo      |
| PSB     | Dr. Jaci Amanajás       | 4 / 24  | Oposição     |
| PDT     | Ocivaldo Gatinho        | 3 / 24  | Governo      |
| PSD     | Jorge Amanajás          | 2 / 24  | Governo      |
| PL      | Jorge Salomão           | 2 / 24  | Oposição     |
| PT      | Randolfe Rodrigues      | 2 / 24  | Oposição     |
| PTdoB   | Ricardo Soares          | 2 / 24  | Governo      |
| PSDB    | Raimunda Beirão         | 1 / 24  | Independente |
| PCdoB   | Roseli de Araújo Corrêa | 1 / 24  | Oposição     |
| PV      | Zezé Nunes              | 1 / 24  | Oposição     |
| PTB     | Paulo José (PJ)         | 1 / 24  | Governo      |
| PST     | Kaká Barbosa            | 1 / 24  | Independente |

## Deputados estaduais
| Número | Deputados estaduais eleitos | Partido | Votação | Percentual | Cidade onde nasceu | Unidade federativa |
| 15699  | Francisca Favacho           | PMDB    | 7.320   | 3,04%      | Macapá             | Amapá              |
| 41234  | Jorge Amanajás              | PSD     | 6.992   | 2,90%      | Chaves             | Pará               |
| 15125  | Edinho Duarte               | PMDB    | 5.939   | 2,46%      | Macapá             | Amapá              |
| 41111  | Roberto Góes                | PSD     | 5.607   | 2,33%      | Porto Grande       | Amapá              |
| 13113  | Randolfe Rodrigues          | PT      | 4.657   | 1,93%      | Garanhuns          | Pernambuco         |
| 40100  | Dr. Jaci Amanajás           | PSB     | 4.506   | 1,87%      | Macapá             | Amapá              |
| 22123  | Mira Rocha                  | PL      | 4.488   | 1,86%      | Macapá             | Amapá              |
| 15123  | Fran Soares Júnior          | PMDB    | 4.123   | 1,71%      | Mazagão            | Amapá              |
| 40222  | Manoel Mandi                | PSB     | 4.017   | 1,67%      | Poranga            | Ceará              |
| 40122  | Jorge Souza                 | PSB     | 4.014   | 1,67%      | Macapá             | Amapá              |
| 45678  | Raimunda Beirão             | PSDB    | 3.823   | 1,59%      | Dom Pedro          | Maranhão           |
| 12456  | Lucas Barreto               | PDT     | 3.799   | 1,58%      | Macapá             | Amapá              |
| 15800  | Dr. Dalto Martins           | PMDB    | 3.692   | 1,53%      | Breves             | Pará               |
| 12222  | Eider Pena                  | PDT     | 3.625   | 1,50%      | Ferreira Gomes     | Amapá              |
| 65456  | Roseli Matos                | PCdoB   | 3.492   | 1,45%      | Macapá             | Amapá              |
| 12580  | Ocivaldo Gatinho            | PDT     | 3.491   | 1,45%      | Santarém           | Pará               |
| 43123  | Zezé Nunes                  | PV      | 3.470   | 1,44%      | Gurupá             | Pará               |
| 14789  | Paulo José (PJ)             | PTB     | 3.352   | 1,39%      | Macapá             | Amapá              |
| 13580  | Joel Banha                  | PT      | 3.038   | 1,26%      | Macapá             | Amapá              |
| 40111  | Ruy Smith                   | PSB     | 2.901   | 1,20%      | Macapá             | Amapá              |
| 22369  | Jorge Salomão               | PL      | 2.249   | 0,93%      | Afuá               | Pará               |
| 18000  | Kaká Barbosa                | PST     | 2.134   | 0,89%      | Recife             | Pernambuco         |
| 70190  | Ubiranildo Macedo           | PTdoB   | 1.985   | 0,82%      | Amapá              | Amapá              |
| 70123  | Ricardo Soares              | PTdoB   | 1.981   | 0,82%      | São Caetano do Sul | São Paulo          |